# Cenotafio

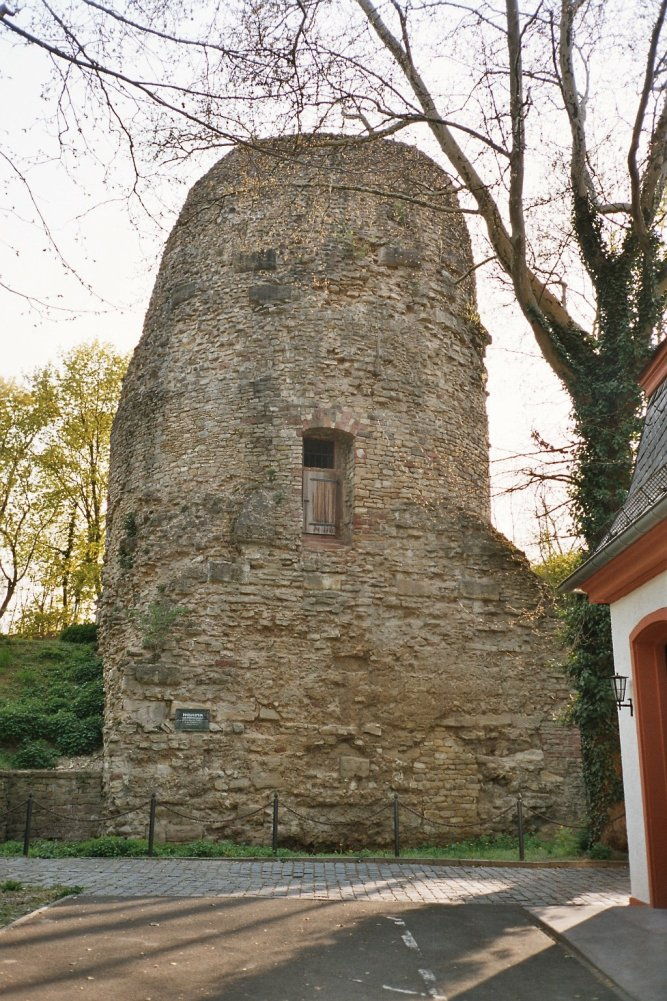
Cenotafio de Druso (Ciudadela de Maguncia).

Un cenotafio es una tumba vacía o monumento funerario erigido en honor de una persona o grupo de personas para los que se desea guardar un recuerdo especial. Se trata de una edificación simbólica. El término, en la actualidad, hace mayor referencia a monumentos nacionales a los caídos en guerra.
La costumbre de los mandatarios al visitar un país de dirigirse a depositar un ramo de flores a un cenotafio, como puede ser la Tumba del soldado desconocido, es una costumbre moderna nacida de las guerras mundiales que asolaron a Europa en el siglo XX.

## Origen
La palabra cenotafio deriva del griego kenos cuyo significado es ‘vacío’ y taphos que significa ‘tumba’. En griego cenotaphion, en latín monumentum, el cenotafio era una tumba o sepulcro sin cuerpo, voto o promesa que se erigía en honor de algún ilustre difunto cuyo cadáver estaba distante o no se había podido encontrar después de una batalla, naufragio, etcétera. 
Los cenotafios eran muy comunes en la época antigua, siendo la mayoría de ellos creados en el Antiguo Egipto, la Antigua Grecia y el norte de Europa, en forma de túmulos neolíticos.
La erección de los cenotafios tenía también por objeto evitar que las sombras de aquellos que no habían recibido sepultura anduviesen errantes un siglo, según la creencia de los paganos, antes de ser admitidos en los campos Elíseos. Por la misma idea, en la dedicación del cenotafio acostumbraban evocar o llamar por tres veces los manes o el alma del difunto, para que tomase posesión de aquel monumento fúnebre.
El lugar donde se elevaba un cenotafio no era sagrado, como aquel en que se construía un sepulcro. El cenotafio que erigió Andrómaca a Héctor su marido, Virgilio lo llama un simulacro de sepulcro, tumulum inane.

## Cenotafios en el mundo

### Cenotafios antiguos
Existen muchos cenotafios en el mundo antiguo, tales como los de los faraones de la dinastía I de Egipto en Saqqara (c. 3000 a. C.), varias pirámides de Egipto están entre el grupo de cenotafios clásicos. Algunos del antiguo Egipto corresponden a la cuarta dinastía, que incluye a los faraones más populares, Seneferu, Keops, Kefrén y Micerino, célebres por habérseles adjudicado construir las mayores pirámides, quizás lo más distintivo de Egipto. Casi todos los reyes de esta dinastía ordenaron erigir al menos una pirámide para servirles como cenotafio o tumba.[cita requerida]

### Cenotafios de los últimos siglos

#### América

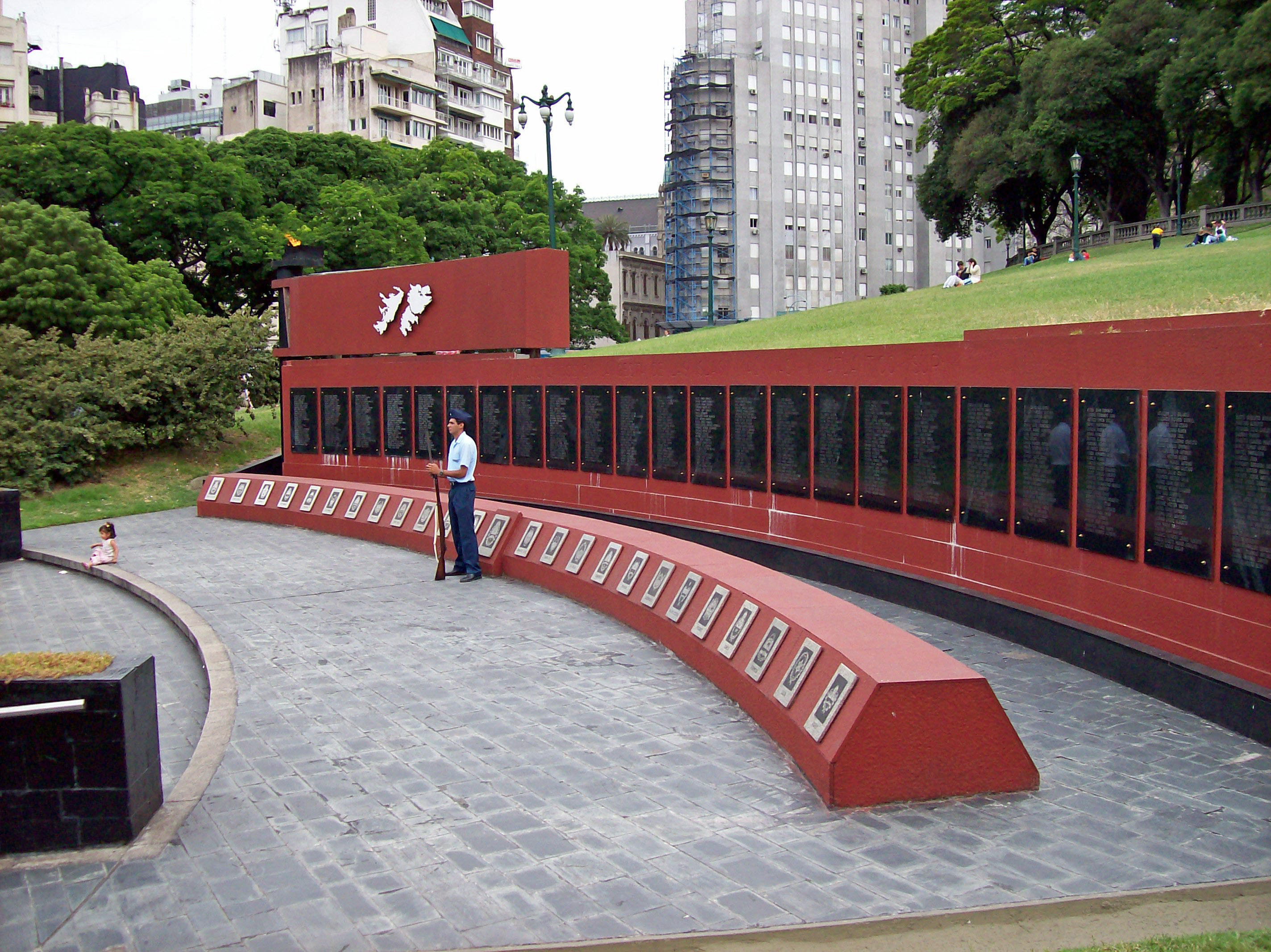
Cenotafio en Buenos Aires en memoria de los caídos en la guerra de las Malvinas.

En Argentina, en numerosas ciudades se erigieron cenotafios en memoria de los combatientes caídos durante la guerra de las Malvinas, entre ellos el monumento ubicado en Plaza General San Martín de la ciudad de Buenos Aires.

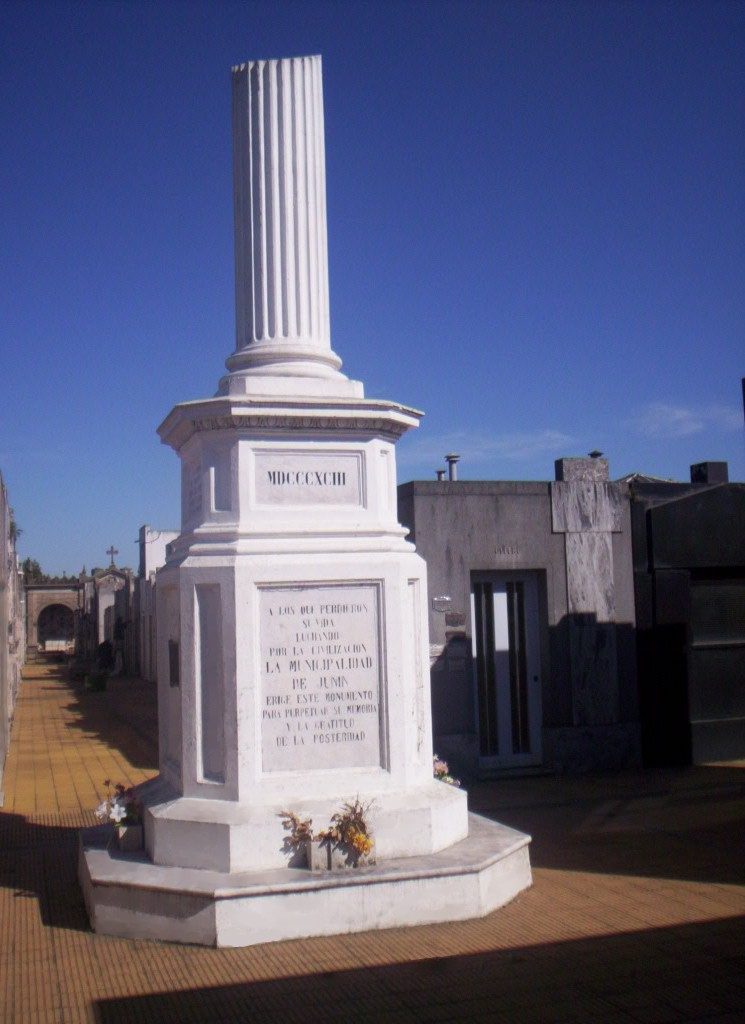
Cenotafio en el Cementerio Central de Junín, Argentina, a los caídos en las luchas del contra los pueblos originarios.

En Colombia, en el Cementerio Central de Bogotá, se encuentra un cenotafio en honor a Gonzalo Jiménez de Quesada, fundador de la ciudad. Sus restos se encuentran en la Catedral Primada de la misma ciudad.
En la Ciudad de México se erige el Altar a la Patria, conocido entre los mexicanos como el Monumento a los Niños Héroes, el cual se encuentra ubicado en el Bosque de Chapultepec, al pie del Castillo del mismo nombre.
En la Catedral Metropolitana de Quito, Ecuador, se erige el cenotafio en honor al presidente Gabriel García Moreno, labrado en mármol y bronce, con la efigie del asesinado mandatario recostada y sobre esta, su frase póstuma: «Dios no muere».
En Venezuela existen cuatro cenotafios dentro del Panteón Nacional, ubicados a cada lado del Mausoleo del Libertador Simón Bolívar, uno de ellos está destinado a albergar los restos de Francisco de Miranda, los cuales tratan de recuperarse mediante pruebas de ADN en una fosa común en España; el segundo honra a Antonio José de Sucre, cuyos restos reposan en la Catedral Metropolitana de Quito, y los cuales se planea restituir a Venezuela, su tierra natal; el tercero es en honor a Andrés Bello, humanista venezolano, considerado uno de los más importantes de América, cuyos restos reposan en el Cementerio General de Santiago, en Chile; y por último el del indio Guaicaipuro, que fue agregado recientemente para conmemorar su resistencia ante los españoles.
En Chile, en la Región de Valparaíso, y dentro del contexto de la Ciudad Abierta, también se erigió el Jardín Cenotafio de Bo, en homenaje al poeta Efraín Tomás Bo.
El Monumento a la Memoria y la Verdad está localizado en el interior del Parque Cuscatlán en la ciudad de San Salvador, El Salvador. Consiste en un muro de 85 metros de largo, hecho de granito negro, que contiene los nombres grabados de al menos 25 000 víctimas de la Guerra Civil Salvadoreña de la década de 1980 y de los años previos a ella.
En Estados Unidos, se encuentra el Cenotafio de la Legión Americana, erigido en el cementerio parque Riverside Memorial en Spokane. fue pagado y dedicado al puesto 9 de la Legión Estadounidense el 9 de noviembre de 1930. Una multitud de unas 500 personas asistió a la ceremonia de dedicación el día del armisticio. El cenotafio es un monumento a los veteranos enterrados en otros lugares que murieron durante la Primera Guerra Mundial. Henry Bertelsen fue el arquitecto y el camarada J. M. Simonson, el cantero. Las Madres de la Estrella de Oro develaron este memorial de 6000 USD, y el comandante Charles Casey presidió las ceremonias. El excomandante de departamento Edward Robertson entregó un discurso dedicatorio, declarando: “Las palabras que decimos mueren con sus propios ecos, hemos excavado de nuestras colinas nativas estas piedras inmaculadas, y ahora tenemos un memorial que es hermoso y durará hasta el fin de los tiempos”. La banda de la cuarta infantería del Fuerte George Bright tocó “Nearer My God To Thee” y el reverendo Edward M. Cross, obispo episcopal de Spokane, dio la bendición. El cuarteto doble de la Legión Estadounidense, dirigido por Anthony Plastino, se presentó durante la ceremonia. La señora Dan McCadam, una Madre de la Estrella de Oro, develó el monumento y dijo que los vivos habían mantenido la fe y recordado el sacrificio de aquellos que entregaron sus vidas. Las lágrimas de las Madres de la Estrella de Oro cayeron en las grietas de granito nativo mientras escuchaban por los altoparlantes. La banda de la cuarta infantería tocó “The Star-Spangled Banner” y el reverendo F. W. Osborn, capellán de la Legión, dio la bendición. Es un monumento de piedra con asientos. “En memoria de aquellos que dieron sus vidas por su país en las guerras mundiales”, ubicado junto al “Jardín de Nunca Olvidar”. Placas para la Legión Estadounidense y la Legión Estadounidense Auxiliar se encuentran ubicadas en el monumento. 

#### Europa
Uno de los ejemplos más conocidos de cenotafio en España son los dos erigidos en la basílica del Monasterio de El Escorial en memoria de Carlos V y su hijo Felipe II, y de sus respectivas familias. Se encuentran en la capilla mayor de la Basílica, y están formados por una estructura arquitectónica con columnas de jaspes y mármoles, que cobija a dos grupos de esculturas orantes. Fueron diseñados por Juan de Herrera, siendo las estatuas obra de Leone Leoni. Ambos monarcas están enterrados en una cripta situada bajo la basílica.
Otro monumento destacado de este tipo es el dedicado a los Héroes del dos de mayo, en Madrid, precursores de la insurrección popular que desembocaría en la Guerra de Independencia Española. Es un monumento al aire libre, con estatuas alegóricas, rematado por un obelisco. Enfrente del mismo permanece encendido siempre un fuego simbólico.

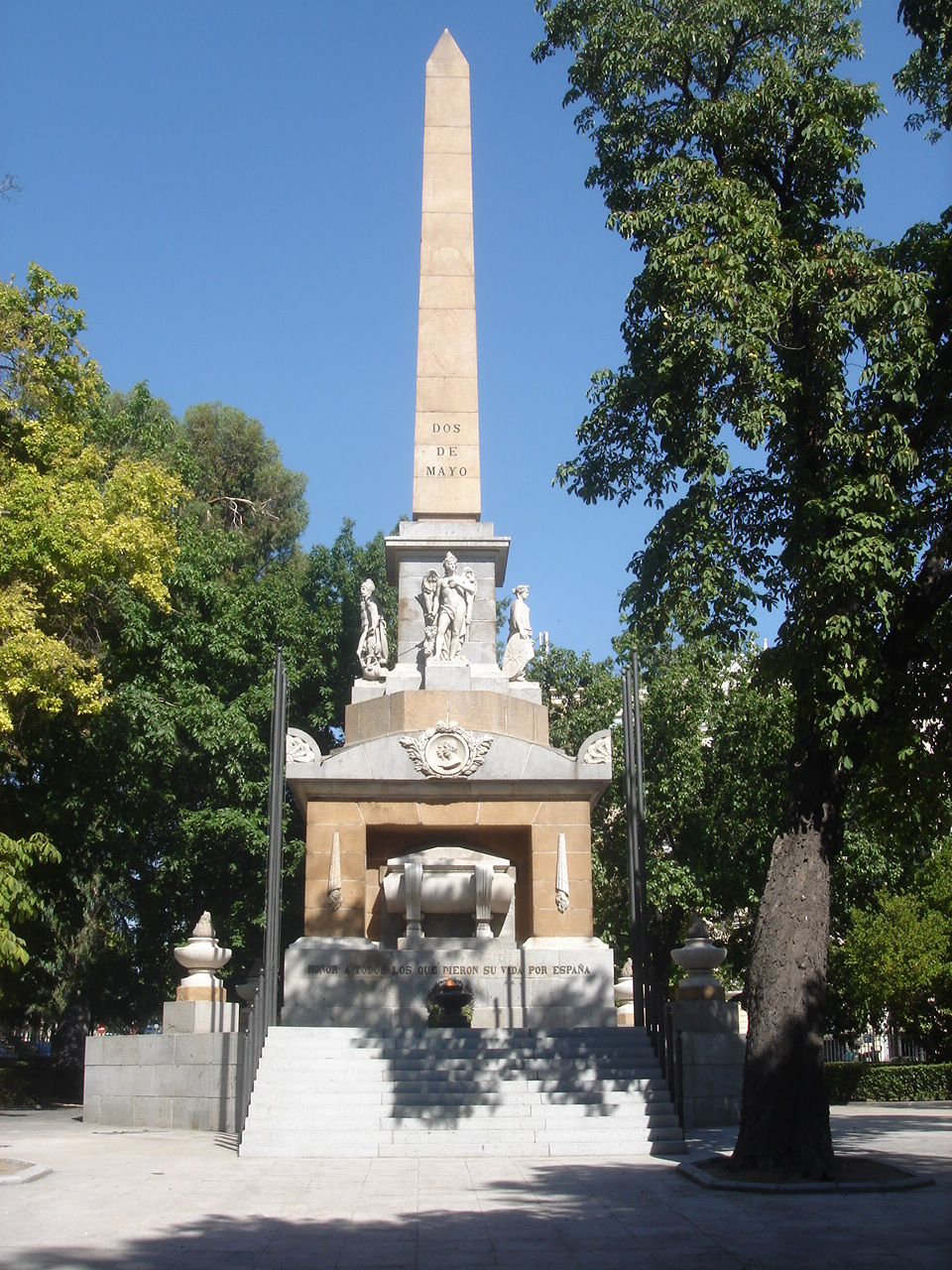
Monumento a los Héroes del Dos de Mayo, inaugurado en Madrid en 1840.

Probablemente, uno de los más conocidos del Reino Unido es el Cenotafio de Whitehall, en Londres. Construido con Piedra de Portland entre los años 1919-1920 por el arquitecto Edwin Lutyens con la intención de reemplazar un cenotafio anterior erigido en 1919 como homenaje a la victoria, contiene la leyenda «The Glorious Dead» («Los muertos gloriosos») y está flanqueado por varias banderas del Reino Unido representando a la Marina Real, el Ejército Británico así como a la Royal Air Force y la Marina mercante.
En Reino Unido se destaca también el Monumento a los músicos del Titanic en Southampton siendo un cenotafio dedicado a los músicos que murieron en el desastre del RMS Titanic, en 1912. La placa presenta una inscripción musical, siendo los primeros compases del himno del siglo XIX, 'Nearer, My God, to Thee' de Sarah Flower Adams, tallas que muestran a una mujer afligida, un iceberg, y una inscripción que lleva los nombres de los músicos en el Titanic, incluido el líder de la banda, Wallace Hartley, todos fallecidos en el hundimiento del barco el 15 de abril de 1912.

#### Asia

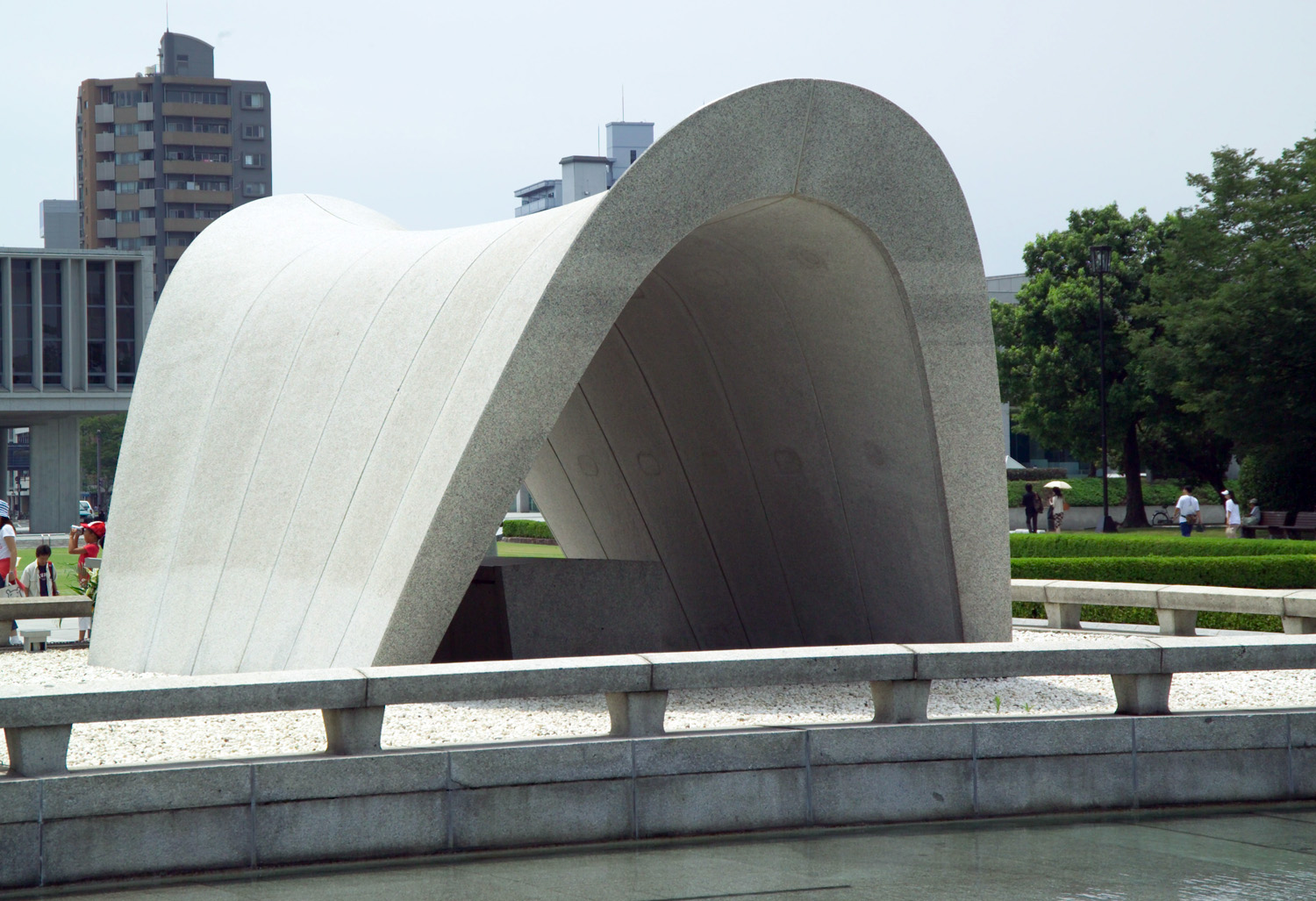
Cenotafio Memorial, Hiroshima, Japón.

Uno de los más famosos ejemplos japoneses es el Memorial, de hormigón, en la ciudad de Hiroshima, en el Parque de la Paz, diseñado por el arquitecto Kenzō Tange para conmemorar las 200 000 víctimas del ataque con bombas atómicas realizados el 6 de agosto de 1945 y 9 de agosto de 1945 por la Fuerza Aérea de los Estados Unidos.
En la India los cenotafios forman parte del elemento básico de la arquitectura hindú, proveniente del islam. El término que denota al cenotafio en la India es chhatri que significa ‘vasija mortuoria’, 'dosel' en hindi. Los cenotafios pueden encontrarse en la India desde la región noroeste de Rajastán hasta el sur. Y pueden consistir en una estructura simple con una cúpula y un habitáculo con diferentes habitaciones, en algunos casos —sin existir paredes que distingan las habitaciones— puede verse cómo la cúpula se soporta en un conjunto de columnas que dan estructura al interior.

### África

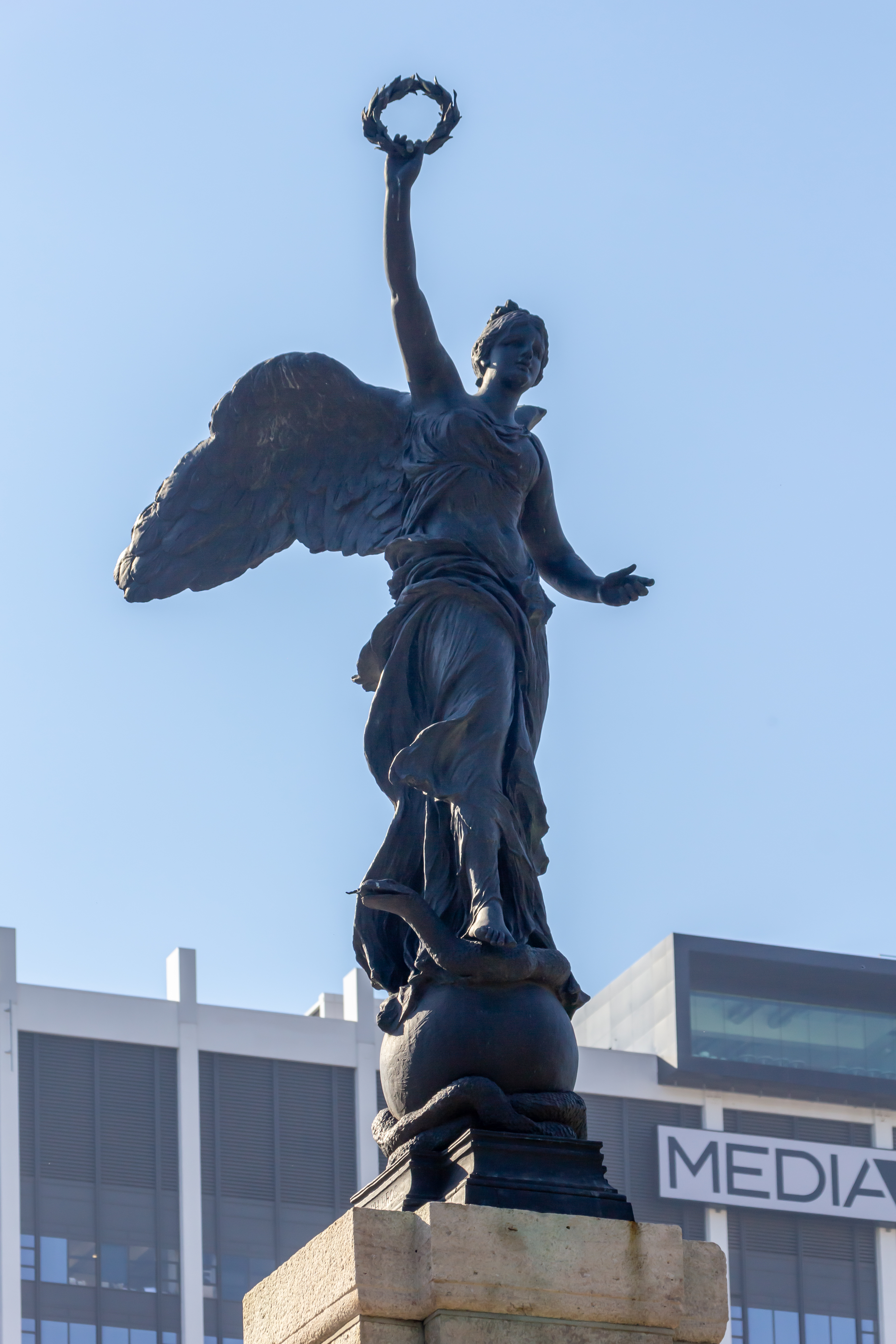
Cenotafio en Ciudad del Cabo, Sudáfrica.

El cenotafio en Ciudad del Cabo fue erigido en 1924, antes de la Segunda Guerra Mundial, siendo diseñado por Vernon March para conmemorar a los soldados sudafricanos de la Primera Guerra Mundial. El memorial está dedicado a los soldados enviados hacia los frentes de la Campaña de África Occidental, en el frente de Europa Oriental y aquellos en el aire y el mar. Los caídos en la Segunda Guerra Mundial, la conmemoración de ellos y las víctimas de la guerra de Corea fueron añadidos posteriormente. Hay dos soldados de bronce en escenas de acción en sus propias columnas junto al cenotafio. Uno retrata el frente de Europa Oriental y el otro la Campaña de África Occidental. La estatua principal, el cenotafio, mide ocho metros y muestra cuatro escenas de batalla. Una simula una escena aérea, otra una escena de artillería, hay una escena en un hospital y la última es la batalla de Delville Woods en Francia. Los escritos en el memorial están en africano e inglés. El diseño es similar al memorial de la Guerra de Derry Diamond en Irlanda el cual Vernon también diseñó el memorial de Derry. El memorial de Ciudad del Cabo se movió tres veces cuando la ciudad necesitaba más espacio durante su crecimiento por temas de infraestructura. Originalmente, el cenotafio fue erigido al final de la calle Adderly. Se movió ocho metros, su propia altura, cuando se amplió la calle en 1959. El memorial se trasladó de nuevo en 2013. Se movió 300 metros esta vez hacia su ubicación actual en la calle Heerengratch, para hacer espacio a una nueva estación de buses. El memorial puede ser visto en la calle Heerengracht, cercano al edificio 31 en Ciudad del Cabo.

## Cenotafios en el arte

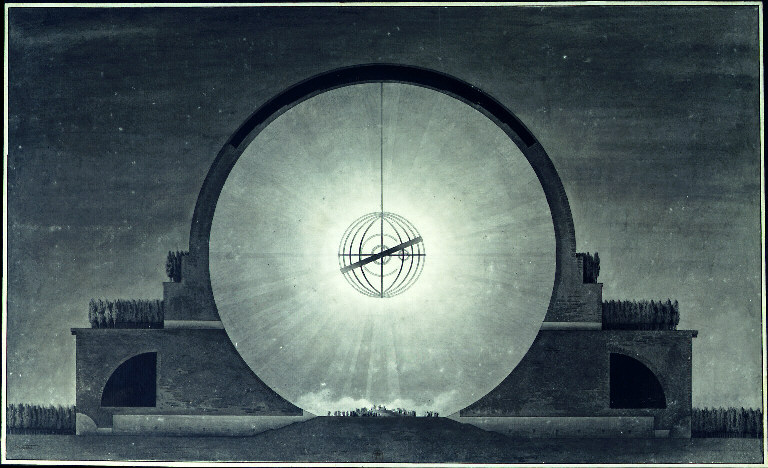
Cenotafio a Newton, de Étienne-Louis Boullée (1784).

Los cenotafios han sido sujeto de temas de arte e inspiración de famosos ilustradores:
- The Cenotaph to Reynold's Memory (John Constable, c. 1833);
- Elevation for Newton's Cenotaph, Perspective (Etienne-Louis Boullée, c. 1785) precursor del racionalismo del siglo XX;
- The Cenotaph of Jean Jacques Rousseau (Hubert Robert, 1794).

### Cenotafios en el cine
Existen algunas apariciones en las películas, tales como:
- Al comienzo de Saving Private Ryan, del director estadounidense Steven Spielberg, aparece un cenotafio en Normandía, dedicado a los soldados muertos durante el desembarco de Normandía.